# مكامشة الغوتي
مكامشة الغوتي أكاديمي جزائري ووزير سابق.
هو أستاذ القانون بجامعة تلمسان ، وكان وزيراً للعدل في حكومة اسماعيل حمداني بين عامي 1998 و1999 .

## وظائف
- 1998 - 1999 ، وزير العدل، حافظ الأختام